# Günter Hofmann (Künstler, 1944)
Günter Hofmann (* 6. Februar 1944 in Hainichen; † 2008 ebenda) war ein deutscher Maler und Grafiker.

## Leben
Nachdem Günter Hofmann von 1962 bis 1964 ohne Abschluss an der Technischen Hochschule Karl-Marx-Stadt (heute Chemnitz) studiert hatte, absolvierte er von 1964 bis 1967 eine Lehre als Chemigraf. 1968 begann er mit seiner künstlerischen Tätigkeit. Von 1971 bis 1974 besuchte er in deren Außenstelle Oederan die Abendschule der Hochschule für Bildende Künste Dresden. Als Chemigraf beschäftigte er sich intensiv mit grafischen Drucktechniken, vor allem mit Ätzradierung und Aquatinta. Dem Surrealismus seiner meist kleinformatigen Gemälde, Collagen und Grafiken mischt sich eine Neigung zur naiven Erzählweise und zur Parodie bei. Hofmann war unter anderem mit Carlfriedrich Claus befreundet, mit dem er sich 1978 einige Tage in Kraków aufhielt. Er lebte und arbeitete bis zu seinem Ableben in Hainichen.

## Buchillustrationen (Auswahl)
- Christian Fürchtegott Gellert: Ein Ding mag noch so närrisch sein.... Verlag der Nation Berlin, 1984.
- Manfred Streubel: Die vermasselte Mahlzeit–Küchenlieder und andre makabre Gesänge. Mitteldeutscher Verlag, Halle Leipzig, 1987.
- Fundevogel-Brüder Grimm. Buchverlag Der Morgen, Berlin, 1990.
- Hans Sachs: Es stirbt der Weise wie der Tor, Sprüche und Sentenzen. Buchverlag Český Les, 1994.
- Andreas Altmann: die dörfer am ufer das meer. Chemnitzer Verlag, Chemnitz 1996.
- Andreas Altmann: wortebilden. Kowalke, Berlin 1997.

## Ausstellungen (unvollständig)

### Einzelausstellungen
- 1974 Burg Kriebstein
- 1976 Galerie 926, Hainichen
- 1978 Cotta-Club, Freiberg
- 1979 Kleine Galerie, Jöhstadt
- 1981 Galerie Oben, Karl-Marx-Stadt
- 1985 Galerie 926, Hainichen[2]
- 1985 Galerie Schmidt-Rottluff, Karl-Marx-Stadt
- 1990 Dorstener Kunstverein mit Jürgen Henker und Leo Lessig
- 1991 Galerie S, Schwarzenberg, mit Erika Hofmann
- 1994 Gellert-Museum, Hainichen, mit Hans Heß
- 1996 Salztorhaus, Naumburg, mit Hans Heß
- 1997 Galerie Laterne, Chemnitz, mit Hans Heß
- 1997 Hainichen mit Jürgen Henker, Karl Fischer, Leo Lessig[3]
- 2000 Bollersdorf, Buckow, mit Karl Fischer
- 2004/2005 Gellert-Museum, Hainichen („Malerei aus 4 Jahrzehnten“)[4]
- 2008 Annaberg-Buchholz, Kunstkeller Annaberg (Malerei, Grafik, Objekte; mit Fritz Schönfelder)[5]

#### Postum
- 2009 Gellert-Museum, Hainichen („Grafische Welten“)[4]
- 2014 Gellert-Museum, Hainichen
- 2024 Gellert-Museum, Hainichen („… denn mein Hainichen lob ich mir“)[6]

### Ausstellungsbeteiligungen
- 1977: Berlin u. a. Städte („100 ausgewählte Grafiken“)
- 1977/1978, 1982/1983 und 1987/1988: Dresden, VIII. bis X. Kunstausstellung der DDR
- 1979 und 1985: Karl-Marx-Stadt, Bezirkskunstausstellungen
- 1984/1985 Karl-Marx-Stadt, Städtisches Museum am Theaterplatz („Retrospektive 1945 – 1984. Bildende Kunst im Bezirk Karl-Marx-Stadt“)
- 1985 Erfurt, Gelände der Internationalen Gartenbauausstellung („Künstler im Bündnis“)

#### Postum
- 2012 Web-Museum Oederan („Einfach märchenhaft“)
- 2012/2013 „Rotkäppchen kommt aus Berlin“, Staatsbibliothek zu Berlin[7]